# Dinastia Tang
La dinastia Tang (xinès: 唐朝, pinyin: Tángcháo) fou una dinastia imperial de la Xina que exercí el poder des del 618 fins al 907, amb un interregne entre el 690 i el 705. Succeí a la dinastia Sui i precedí el període de les Cinc Dinasties i Deu Regnes. En general, els historiadors veuen aquesta època com una edat d'or de la civilització xinesa i la cultura cosmopolita. Les conquestes dels primers sobirans Tang eixamplaren els seus dominis fins a assolir un territori com el que havia controlat la dinastia Han.
Els seus membres estengueren novament la sobirania xinesa sobre gran part de l'Àsia central i Corea i estimularen la producció i el comerç interior i exterior. Hi hagué una florida del confucianisme, i les lletres conegueren l'època d'or. La decadència dels últims anys de la dinastia va portar a un fraccionament del poder polític; a la fi del segle viii s'inicià ja llur davallada, pressionada la Xina pels àrabs del Turquestan, els tibetans i els uigurs.
Tenia la seva capital a Chang'an (actual Xi'an), llavors la ciutat més poblada en el món. En dos censos dels segles vii i viii, basant-se en el nombre de llars, els registres van declarar una població que arribava al voltant de 50 milions de persones. Tanmateix, al segle ix, tot i que el govern central estava en crisi i va ser incapaç d'elaborar un cens de la població, s'estima que la població en aquest segle havia crescut fins a assolir la xifra d'uns 80 milions de persones. Amb aquesta gran base de població, la dinastia va poder reclutar un exèrcit professional de centenars de milers de soldats per poder-se enfrontar i tenir a ratlla els poders dominants provinent de l'interior d'Àsia, i controlar el lucratiu comerç de les caravanes al llarg de la Ruta de la Seda. Diversos regnes i estats reteren homenatge a la cort Tang, mentre que els Tang també va conquerir diverses regions que estaven sota el seu domini indirectament a través d'un sistema de protectorat. A més de l'hegemonia política, els Tang també va exercir una poderosa influència cultural sobre els estats veïns, com és el cas de Corea i el Japó.
Els historiadors consideren el període de govern de la dinastia Tang com un moment d'esplendor de la civilització xinesa. El seu territori, adquirit mitjançant les conquestes militars dels seus primers governants, va ser major que el de la dinastia Han. Estimulada pel contacte amb l'Índia i l'Orient Mitjà a través de la Ruta de la Seda, l'imperi va viure un auge de la creativitat en nombrosos camps. El budisme, que havia sorgit a l'Índia en l'època de Confuci, va continuar creixent durant el període Tang i va ser adoptat per la família imperial, convertint-se en una part essencial de la cultura tradicional xinesa. El desenvolupament de la impremta de blocs va estendre la difusió de les obres escrites a un públic més ampli.
El període Tang fou l'edat daurada de l'art i la literatura xinesa. Dos dels poetes més famosos de la Xina, Du Fu i Li Bai, eren d'aquesta època, com ho eren molts pintors famosos, com ara Han Gan, Zhang Xuan i Zhou Fang. Hi havia una rica varietat de literatura històrica compilada per erudits, així com enciclopèdies i treballs geogràfics. El sistema de govern per funcionaris es va anar perfeccionant, format per una gran classe de lletrats confucians seleccionats a través dels exàmens de l'administració. Aquest procediment competitiu va ser inicialment dissenyat per a captar els millors talents per al govern, però alhora servia per a crear un cos d'oficials professionals sense bases de poder autònomes territorials ni funcionals. Això servia a la família imperial per a desempallegar-se de la dependència de poderoses famílies aristocràtiques i caps militars.
I així va ser, aquests oficials erudits van guanyar un cert estatus en les seves comunitats locals, i també llaços familiars i valors compartits que els connectaven a la cort imperial. Des dels temps de la dinastia Tang fins als últims dies de l'imperi Qing el 1911, els oficials erudits van funcionar sovint com intermediaris entre la població rural i el govern.
Cap a mitjan segle VIII el poder Tang havia decaigut. La derrota militar del 751 davant dels àrabs a la batalla del Talas va marcar el final de l'autoritat Tang a l'Àsia central. La inestabilitat econòmica interna i la subsegüent rebel·lió d'An Lushan va marcar el començament del declivi militar de l'imperi Tang. El mal govern, les intrigues de la cort, l'explotació econòmica i les rebel·lions populars van afeblir l'imperi, permetent al cap militar Zhu Wen d'arrabassar el tron per a fundar la seva pròpia dinastia. D'aquesta manera, va començar un nou període de fragmentació en la història de la Xina: el període de les Cinc Dinasties i Deu Regnes.

## Història
Li Yuan, duc de Tang, es va rebel·lar contra el govern de Yang de Sui l'any 617 i va capturar la capital Chang'an, nomenant Yang You com a emperador titella amb el nom de Gong de Sui, tanmateix, només els comandaments sota el control de Li van reconèixer a Yang You com a emperador i la resta de comandaments van continuar reconeixent l'emperador Yang com a emperador. L'any 618, després que va arribar la notícia que l'emperador Yang havia estat assassinat pel general Yuwen Huaji, Li va fer que el jove emperador li cedís el tron amb el nom d'Emperador Gaozu de Tang, i va fer assassinar i executar a Yang You un any després completant la transició de Sui a Tang. No obstant això, després d'ell, el seu germà Yang Tong va reclamar el tron i va continuar fent-ho fins al 619.
Txampa va recuperar ràpidament la independència durant el col·lapse de l'imperi Sui, i Sambhuvarman va enviar un regal a l'emperador Gaozu de Tang el 623.
Encara que el Kanat dels Turcs Orientals va donar suport als Tang en el primer període de la guerra civil durant el col·lapse de la dinastia Sui, van començar a atacar i assaltar la frontera nord de l'Imperi Tang. L'any 626, Li Shimin va eliminar els seus rivals al tron Li Jiancheng i Li Yuanji, assassinats durant l'incident a la porta de Xuanwu i es va convertir en l'emperador Taizong forçant Gaozu a nomenar-lo príncep hereu i després a abdicar. Menys d'un mes després que Taizong prengués el tron, va començar una incursió dels Turcs Orientals dirigida per Illig Qaghan i Ashina Shibobi, que va arribar a Chang'an. Els turcs orientals es van retirar després que Taizong va fer un homenatge personalment i prometent nous tributs. El 630 Taizong va enviar les seves tropes a Mongòlia i va derrotar l'exèrcit dels Turcs Orientals a la batalla de Yinshan i va capturar Illig Qaghan. Amb la submissió de les tribus turques, els Tang van conquerir l'altiplà de Mongolia. A partir d'aleshores, els turcs orientals van quedar sotmesos a la Xina.
Sotmesos els turcs orientals, Taizong va començar a exercir el seu poder militar cap a les ciutats-estat oasis de la conca del Tarim, poblats per pobles tocaris i saces, estaven vagament aliats amb el Kaganat dels Turcs Occidentals. El 640 va enviar el comandant militar Hou Junji per derrotar i annexionar el regne de Karakhoja, el primer intent de qualsevol dinastia xinesa d'establir una presència militar i política permanent a la regió des de Fu Jian al segle iv. El 644, després que el Qaraixahr, aliat a la campanya contra Karakhoja, es tornés contra els Tang i s'aliés amb el Kaganat turc occidental, el comandant Tang a Karakhoja, Guo Xiaoke, va atacar i capturar el rei de Qaraixahr, Long Tuqizhi, però Qaraixahr es va rebel·lar posteriorment. L'any 648, el general d'ètnia turca A-che-na Cho-eul, que era el segon fill de Shibi Khan, va atacar tant Qaraixahr com Kucha al nord de Tarim, conquerint tots dos. Kashgar i Khotan a l'oest de Tarim també es van sotmetre a Tang, permetent que la dinastia dominés la regió fins que va ser breument presa pel Tibet durant el regnat del fill de l'emperador Taizong, l'emperador Gaozong.

La Xina durant el regnat de Gaozong

Gaozong aconseguí ser molt considerat pels altres monarques, que li enviaren ambaixadors, entre ells Isdigerdes III, rei de Pèrsia. A l'est, va donar suport a Baekje contra Silla i Koguryö en la campanya d'unificació dels Tres regnes de Corea. Príncep just i tolerant, dulcificà les lleis penals, va permetre que es prediqués a la Xina la fe cristiana i protegí les arts i les lletres.
El febrer de 684 l'emperadriu vídua Wu Zetian, va deposar el seu fill l'emperador Zhongzong, que havia intentat governar lliure de la influència de seva mare i va nomenar emperador al seu germà Ruizong, però, era un titella controlat per la seva mare sense real. Zhongzong va ser desposseït del rang de príncep, va ser enviat a l'exili i sotmès a arrest domiciliari. Sis anys després, l'emperador Ruizong va renunciar al tron en favor de la seva mare, l'emperadriu Wu Zetian que es va proclamar oficialment a si mateixa "emperadriu"
El 690 Wu Zetian establí la dinastia Zhou, aliada amb els prínceps turcs, recuperà el 692 les quatre places xineses que els tibetans guardaven en el seu poder des de feia temps. L'emperadriu, en canvi, cedí als turcs alguns territoris.

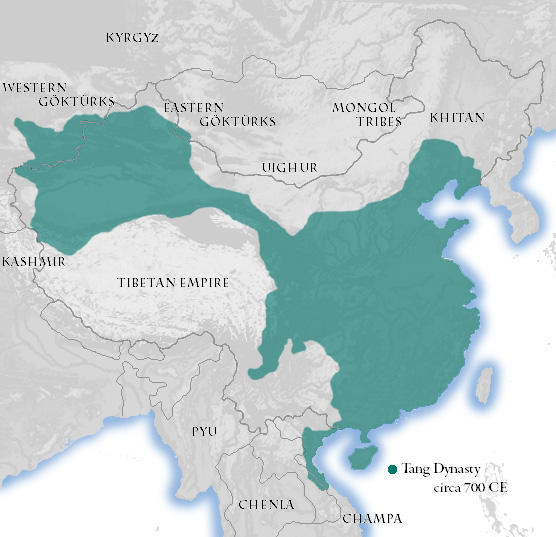
Extensió del territori controlat per la dinastía Tang cap a l'any 700 dC

El 705, després de vint anys de regnat, Wu Zetian cedí el poder al seu fill Zhongzong. Aquest retornà el nom de Tang a llur dinastia, però va permetre que governes la seva esposa l'emperadriu Wei, el que donà peu a tota mena d'intrigues cortesanes. Finalment, Zhongzong fou empresonat per la seva esposa, que feu proclamar emperador al seu fill el príncep Li Chongmao. Poc temps després, Li Longqi, fill de Ruizong, penetrà amb els seus partidaris a palau i donà mort a l'emperadriu (710), retornant el tron al seu pare, que governà fins al 712, en què, esgotat per les intrigues, abdicà en favor del seu tercer fill Xuanzong (712-756). Inaugurà el seu reialme declarant la guerra als tibetans, als que expulsà de la plaça de Che-pou-tching, que aquells havien pres a la Xina.

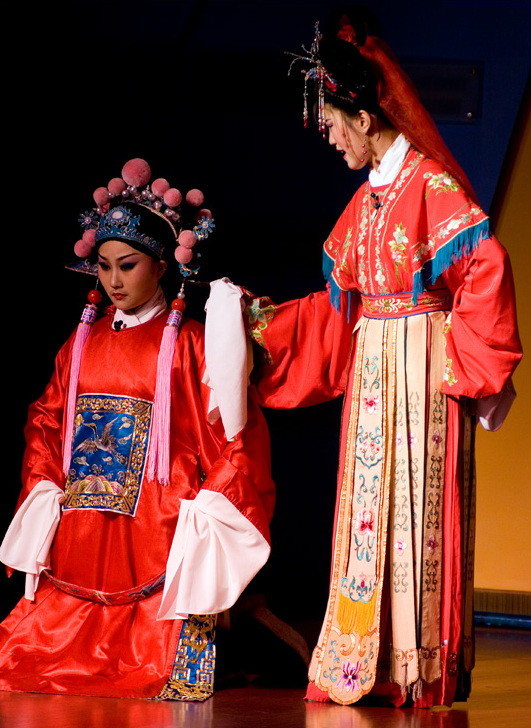
L'òpera començà a la Xina amb la dinastia Tang

El 732 feu la pau amb els Turcs Orientals que habitaven en la vall d'Orkhon, on aixecà grans monòlits amb inscripcions amb caràcters turcs i xinesos, monuments que encara es conserven. Sostingué algunes afortunades guerres, i la batalla del Talas contra el califat omeia va marcar el final de l'expansió occidental del territori,
El general An Lu Shan es va revoltar a finals de 755 i el 16 de desembre el seu exèrcit va sortir de Fanyang (a prop de l'actual Pequín). En el camí va tractar amb respecte els funcionaris locals de la dinastia Tang que es rendien i com a resultat es van incorporar a les seves files. Es va moure ràpidament al llarg del Gran Canal i va capturar Luoyang el 18 de gener de 756, derrotant al general Feng Changqing, poc proveït. Allà, el 5 de febrer, An Lushan es va declarar Emperador de la nova Dinastia Yan i es va dirigir a capturar la capital occidental de Tang, Chang'an per després intentar continuar cap al sud de la Xina per completar la seva conquesta. El fracàs en el setge de Yongqiu i la propera Suiyang, a la primavera de 756 va impedir que les forces Yan conquerissin el sud de la Xina abans que els Tang poguessin recuperar-se i l'exèrcit Yan no va poder va prendre el control de Suiyang després d'un setge de dos anys després de la captura de Luoyang.
Les forces d'An Lushan de camí a Chang'an van quedar bloquejades als passos d'alta muntanya de Tongguan per les tropes lleials van ser derrotades quan van sortir de les posicions defensives. Amb les forces d'An avançant cap a Chang'an, el 14 de juliol de 756, l'emperador Xuanzong va abandonar Chang'an i va fugir de la ciutat cap a Jiangnan, mentre el seu fill Li Heng va anar a Lingwu on, el 12 d'agost va ser declarat emperador Suzong.
Quan l'exèrcit Yan havia capturat la major part del nord de la Xina el 756, les forces Tang restants es van reunir al voltant de Suzong a Lingwu, i el 757, amb les forces Yan delmades després del setge de Suiyang i costoses campanyes a Shanxi, el maig de 757 els Tang van ser derrotats a la batalla de Qingqu. L'emperador Suzong va demanar ajut als uigurs que dominaven Mongòlia, on ja governava Bayanchur, el successor de Kutlugh Bilgä, a canvi de permís per saquejar la regió de Chang'an un cop recuperada. Els 4.000 genets uigurs van arribar a Fengxiang per unir-se a les forces d'elit Tang i van atacar primer Chang'an, que van recuperar el 29 d'octubre després de la batalla del Temple Xiangji, convertint-la de nou en la capital Tang. Suzong va negociar amb els uigurs en lloc de saquejar Chang'an, fer-ho amb Luoyang, la capital de Dinastia Yan. Els Yan es van retirar a Luoyang perseguits per les forces Tang i uigur, però foren derrotats a la batalla del Pas Tong el 30 de novembre i entrant a Luoyang el 3 de desembre, que va patir un fort saqueig dels uigurs. Els uigurs van retornar a casa i l'ofensiva es va aturar.
An Lushan fou assassinat per ordre del seu fill An Qingxu, que també volia regnar, i Suzong, amb l'auxili d'alguns prínceps veïns, reuní un exèrcit de 150.000 homes, i va poder recuperar algunes places de les que se’n havia apoderat An Qingxu, que va ser assassinat per un dels seus generals, Shi Siming, que també es feu proclamar emperador però poc temps després Shi Chaoyi, fill de Shi Siming, assassinà a aquest i s'apoderà del Govern.
Daizong, fill de Suzong, reuní un exèrcit de 100.000 homes amb ajut del Kanat Uigur i expulsà del poder en Shi Chaoyi. Mentre Daizong estava a Luoyang poc després de conquerir Yan, les tropes de l'imperi Tibetà sota el comandament de Takdra Lukhong van ocupar Chang'an durant quinze dies instal·lant el príncep Li Chenghong com a emperador titella. Les forces tibetanes, però, no van poder obligar el canceller Miao Jinqing, que no va poder fugir de Chang'an a causa d'una malaltia, a cooperar amb el règim de Li Chenghong. Aviat, amb el general Tang Guo Ziyi muntant un moviment de resistència, les forces tibetanes van saquejar la ciutat i en van marxar el 30 de novembre de 763.
L'any 765 Chang'an va ser assetjada per una aliança de l'Imperi Tibetà i el Kanat Uigur però els uigurs van trencar la seva aliança i Takdra Lukhong va ser derrotat per les forces aliades xineso-uigures dirigides per Guo Ziyi i va haver de retirar-se. El succeí Dezong (780-805), que al principi del seu regnat adoptà mesures encertades contra els mandarins i suprimí molts impostos. Poc temps després, per solidaritat amb el govern de Tching-ting-fu, es revoltaren molts d'altres governadors contra l'emperador, al que obligaren a fugir, proclamant-se un d'ells en el seu lloc.
Al cap d'algun temps, i després de nombrosos combats, els rebels hagueren de sotmetre's, i Tsong tornà de bell nou a la capital (784). Després va vèncer els tibetans, i al final dels seu regnat es va fer odiós als seus subdits a causa dels onerosos tributs que els imposà. Shunzong, el seu fill, no regnà més que uns mesos, abdicant en favor del seu fill Xianzong (806-820).
Com en temps dels emperadors anteriors, els governadors suscitaren moltes dificultats per voler que els seus càrrecs fossin hereditaris. Al morir un d'aquests, la seva vídua feu nomenar el seu fill (812), nen d'onze anys, però l'emperador es negà a confirmar aquest nomenament. També el fill del governador de Ta-ming-fu es feu designar per aquest lloc a la mort del seu pare, però Xianzong perseguí al rebel i el feu matar, aconseguint per fi, que tots reconeguessin la seva autoritat. El seu fill Muzong (821-824) deixà, per contra, que s'imposessin els governadors, i així es va poder entregar a una vida de plaers i dissipació.
El seu fill gran, Jingzong (825-826), heretà del seu pare l'afició als plaers, i va ser assassinat pels seus eunucs un dia que tornava de caçar. El seu germà Wenzong (827-840) començà per a destruir gran nombre d'abusos que existien en el govern i volgué acabar amb l'autoritat dels eunucs, però fracassà en el seu projecte i els eunucs es tronaren més poderosos que mai, i l'emperador morí de tristesa al cap d'algun temps. Wuzong (841-846), un altre fill de Muzong, va sostenir algunes guerres afortunades, sobretot contra els budistes, i el 845 expulsà els religiosos, en nombre de 260.500, conservant només 44 monestirs amb 500 religiosos. Xuanzong (847-859), germà d'Hou-tsong, governà amb tanta justícia com saviesa i engrandí els seus estats.
El seu fill Yizong (860-873) va haver de combatre amb el príncep Yun, al que va vèncer i obligà a retirar-se al seu país, però per contra fou desafortunat en altres guerres i perdé alguns territoris. Yizong fou un príncep indolent i aficionat als plaers. Xizong, el seu fill (874-888), pujà molt jove al tron, i al començament del seu regnat hagué de fer front a una rebel·lió a causa dels tributs que havia imposat. Huang Chao, cap dels rebels, s'apoderà de moltes ciutats i avança fins Singan-fu i s'apoderà de la plaça. L'emperador hagué de fugir, mentre que aquell es proclamava en el seu lloc (880).
Poc temps després, les tropes imperials recuperaren Singan-fu i emprengueren la persecució de Huang Chao, què, veient-se perdut, se suïcidà. Xizong retornà a la cort; però, mentrestant, Tsing-tsong-Kiuen s'havia fet proclamar emperador de Honan, i la cort era un niu d'intrigues. Les disputes entre els generals i els ministres obligaren de nou a retirar-se a Yizong, i el seu palau va ser incendiat. El general Tchu-mei feu coronar emperador el príncep Li Yan, besnet de Suzong, però el general i el príncep no tardaren a ser condemnats a mort, i Yizong pogué tornar altra vegada a la cort, regnant pacíficament en el successiu.

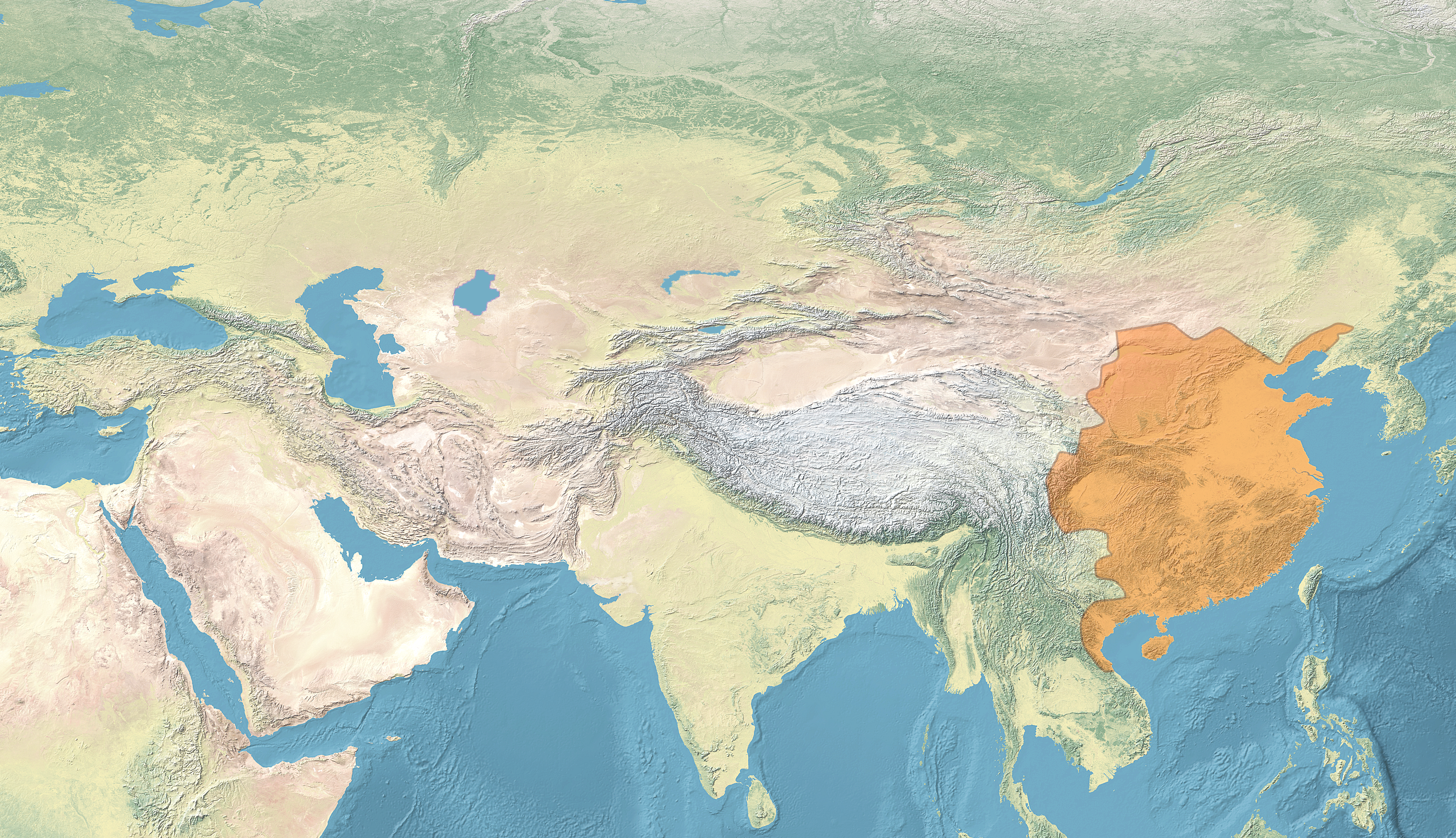
L'imperi Tang cap al 900

El succeí el seu germà Zhaozong (888-904), que intentà restablir l'ordre i destruir el poder, cada vegada més gran, dels eunucs; aquests tancaren l'emperador en llurs habitacions i volgueren posar en el seu lloc a un dels seus fills. L'emperador rebé la llibertat, però fou obligat a abandonar la capital, i, finalment, el general Tchu-uen el feu occir. El seu fill Zhaoxuan (904-907) només tenia tretze anys quan l'assassí del seu pare li donà el tron; dos anys més tard, pressentint que Tchu-uen li reservava la mateixa sort que a l'autor dels seus dies, li abandonà el poder, el que no va ser obstacle perquè morís per ordre d'aquell el 907, acabant així miserablement la dinastia dels Tang, després de dos-cents anys de regnat. Zhu Quanzhong prengué llavors el títol d'emperador i donà a la seva dinastia de Xin Liang, que només subsistí alguns anys. Chang'an va ser desmantellada i els materials i habitants emprats per bastir Luoyang, la nova capital de Liang posteriors. Només una petita zona de la ciutat va continuar sent ocupada després com a prefectura militar.

## Decadència de l'imperi Tang
Cap a mitjan segle viii, el poder Tang havia decaigut. La inestabilitat econòmica interna i la següent rebel·lia de An Lushan simbolitzà el declivi militar per a l'imperi Tang. L'apreciable sistema de distribució de la terra, que va caracteritzar els primers anys de la dinastia, va anar desapareixent i els pagesos, que abans donaven suport als militars pagant impostos, foren obligats a desplaçar-se i a lluitar per defensar les fronteres. Cada vegada més, els recursos anaren decaient i caient en mans de dictadors militars, els quals s'independitzaven del govern central, debilitant l'economia interna.
La derrota militar del 751, a mans dels àrabs a la batalla del Talas i la rebel·lió d'An Lushan va marcar el final de l'autoritat Tang a l'Àsia central. La dinastia Tang va recuperar el seu poder dècades després de la rebel·lió d'An Lushan i encara va poder llançar conquestes i campanyes ofensives com la destrucció del Kanat Uigur a Mongòlia entre el 840 i 847. Va ser la rebel·lió de Huang Chao entre 874 i 884 la que va destruir permanentment el poder de la dinastia Tang doncs el poder dels jiedushi o governadors militars provincials va augmentar molt després que les tropes imperials van aixafar els rebels.
Finalment, els mals governs, les intrigues a la cort, l'explotació econòmica i les rebel·lions populars van permetre a Zhu Wen, que havia sigut cap militar de l'exèrcit rebel de Huang Chao i va tenir un paper crucial en la repressió de la rebel·lió, consolidar el seu poder destruint veïns i forçant el trasllat de la capital imperial a Luoyang, que es trobava dins de la seva regió d'influència. El 904, va executar l'emperador Zhaozong de Tang i va convertir en emperador al seu fill Ai de Tang de 13 anys, en un governant subordinat. Tres anys més tard, va induir el nen emperador a abdicar a favor seu. Després es va proclamar emperador, començant així els Liang posteriors. D'aquesta manera començava un nou període de fragmentació a la història de la Xina, la coneguda com les cinc dinasties i els deu regnes.

## Relacions exteriors

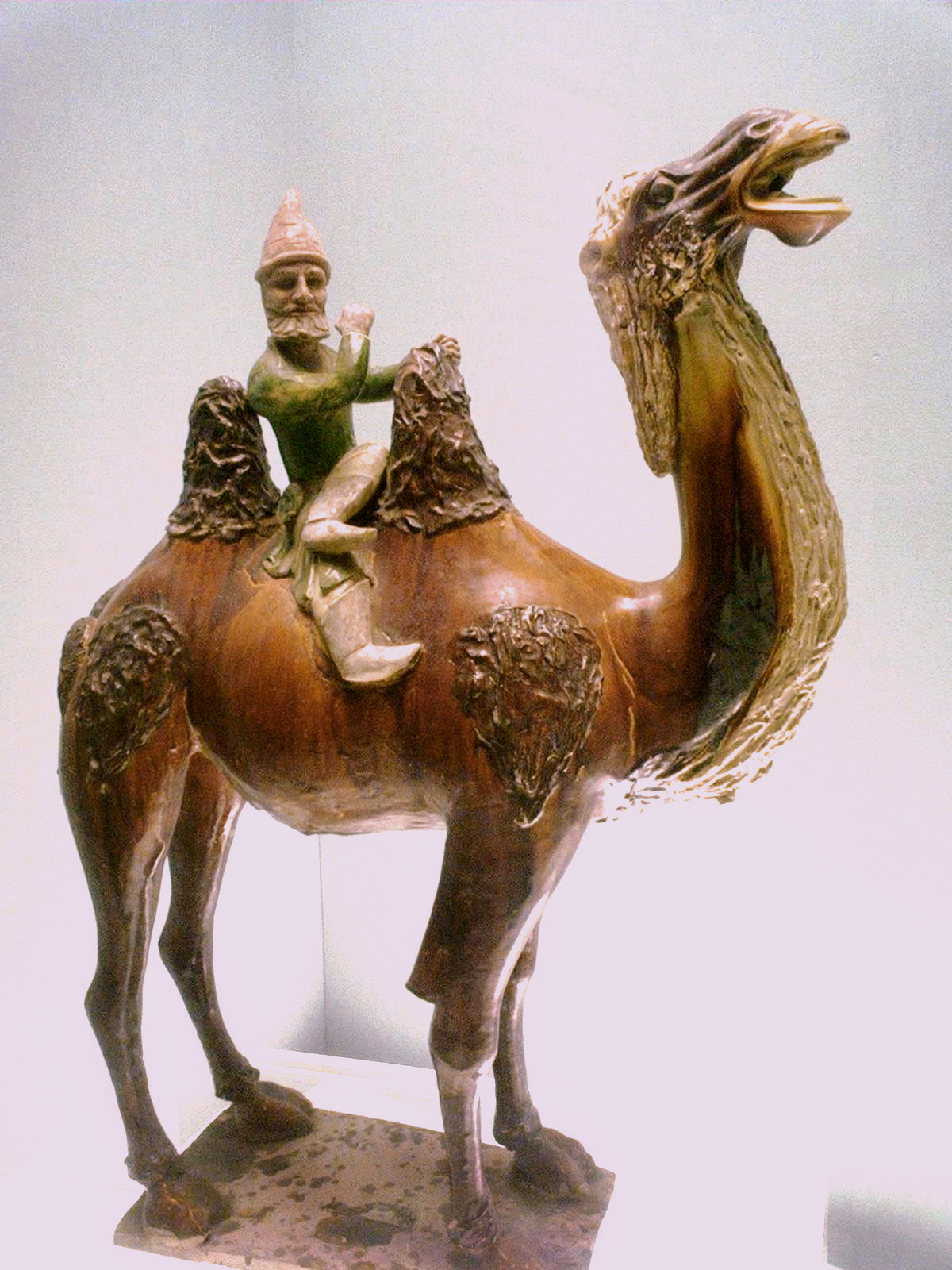
Un occidental a camell, una obra del període Tang. Museu de Xangai.

L'auge de la Xina va anar acompanyat d'una obertura respecte a la resta del món com poques vegades abans o després s'ha donat, tenint un contacte constant i abundant amb els territoris de més enllà de les fronteres. El gegant asiàtic va participar activament en un intercanvi econòmic, polític, social i cultural amb les regions i els estats del voltant, creant d'aquesta manera una esfera d'influència xinesa a la vegada que el mateix país es veia també influït per la resta de territoris. Tan fructíferes relacions van estimular el desenvolupament econòmic i l'intercanvi social i van preparar el terreny per les transformacions econòmiques que tindrien lloc durant el període Song.
El primer període destacat en la Xina Tang té lloc entre el 625 i el 683, quan el regne va experimentar una gran expansió política gràcies a les campanyes dels emperadors Taizong (626-649) i Gaozong (649-683) a l'Àsia central, concretament en determinats oasis del desert del Taklamakan. Aquesta va ser probablement una de les diverses causes de què la Xina es convertís en un imperi tan cosmopolita, ja que gràcies a aquesta expansió política el País del Centre va estendre la seva popularitat a tots els racons del continent, rebent ambaixades de l'Imperi sassànida, de l'Índia, de Imperi Romà d'Orient i dels àrabs, que mostraven d'aquesta manera el seu reconeixement a la poderosa Xina Tang. Fins i tot quan l'imperi persa va ser conquerit pels àrabs l'emperador xinès va acollir a la capital al fill de l'últim rei sassànida i va autoritzar la construcció d'un temple zoroastrià. La fama que va adquirir el gegant asiàtic va estimular la immigració de comunitats estrangeres (com ara els missioners nestorians provinents de l'Imperi Romà d'Orient), fent que el País del Centre es convertís en un regne obert a cultures i influències foranes. Aquesta receptivitat cultural va cristal·litzar, per exemple, en la construcció de temples nestorians, maniqueus i zoroastrians a la capital, Chang'an. És possible que també en aquest moment arribés per primera vegada l'Islam a Canton, sempre segons la tradició musulmana.
El segon període remarcable i també alhora el més esplendorós de tota la dinastia Tang va tenir lloc entre el 710 i el 755, durant el regnat de Xuanzong. En aquest temps el comerç internacional va arribar a tenir una importància immensa: el Turquestan xinès (l'actual província de Xinjiang), per on passaven les grans caravanes de mercaders, va viure una època de prosperitat sense precedents, i en tots els oasis del Taklamakan hi van sorgir nombrosos temples i ciutats. Indubtablement la rellevància que va adquirir el comerç internacional és una altra de les causes de què el País del Centre es convertís en el regne més obert i cosmopolita del món: durant aquesta època daurada Chang'an va atreure a gent de tot el continent, esdevenint un punt de convergència on es creuaven influències provinents de l'Àsia central, l'Índia i l'Iran, de manera que tot allò estranger es va posar de moda i la capital es va omplir de productes exòtics. També en aquest moment es van multiplicar els intercanvis per mar, i les rutes marítimes entre Shandong (a la costa xinesa), Japó i Corea i entre Nagasaki i Hangzhou van cobrar tanta importància que Canton va esdevenir un centre de comerç internacional en el segle viii.
Quant a les religions estrangeres, foren diverses les que, aprofitant aquest moment d'obriment, van entrar a la Xina. S'ha mencionat que el nestorianisme va arribar per mitjà de missioners sirians, els quals van ser expulsats de l'Imperi Romà d'Orient per heretges, però una altra religió important que va fer acte de presència al País del Centre va ser el maniqueisme. D'origen persa i influïda pel cristianisme i el zoroastrisme, el maniqueisme va entrar a la Xina per mitjà dels mercaders sogdis, els quals van adoptar l'esmentada religió i la van promoure i estendre cap al País del Centre. Els maniqueus van arribar a tenir una important influència a la Xina, arribant a establir relacions amb l'aristocràcia quan l'any 719 un «mestre» maniqueu va aconseguir accedir a la cort dels Tang (Klimkeit, 1982) A més, sembla que van ser els responsables de la introducció de la setmana planetària, de set dies, a la Xina (Klimkeit, 1982). En tot cas, la qüestió és que el maniqueisme es va estendre tant ràpid entre la població d'ètnia han (és a dir, xinesa) que el govern va emetre un edicte imperial l'any 732 en el qual es prohibia als xinesos que adoptessin aquesta religió, quedant relegada únicament als mercaders sogdis.
Com s'ha esmentat anteriorment, no només era la Xina qui rebia influències foranes, sinó que aquesta també les va exercir sobre els regnes o regions del seu entorn. En el cas dels uigurs (tan d'hora aliats com enemics del País del Centre al llarg de la dinastia Tang), a causa de la importància del comerç i les aliances militars de la Xina al llarg de la Ruta de la Seda, aquests van anar adoptant gradualment la cultura, la vestimenta i les pràctiques agrícoles pròpies dels xinesos (Gladney, 2003). Un altre exemple de la influència xinesa és el fet que el codi dels Tang, basat en el codi dels Sui però amb lleugeres modificacions, es va fer comú a tot l'Extrem Orient, adquirint un immens prestigi entre països com el Japó, Corea i Vietnam, els quals el van adoptar com a propi, creant així un marc legal comú en tota la regió.
Aquest gloriós període no va durar tota la dinastia. Durant la primera meitat del segle viii les invasions dels tibetans es van fer habituals, i el 752 els xinesos van ser derrotats pels àrabs en la batalla del Talas, perdent gran part del control de l'Àsia central, el qual va suposar un cop molt fort a la preeminència econòmica de la Xina. El cop de gràcia a l'època daurada va tenir lloc l'any 755, amb la rebel·lió d'An Lushan, un general de mare turca i pare sogdià, fet que va provocar que el gegant asiàtic perdés per complet el control de l'Àsia central. Això va tenir greus efectes en el pla cultural: la que havia estat la Xina cosmopolita i oberta de la primera meitat de la dinastia començarà a recelar de tot el que era estranger, culminant amb la persecució a les religions estrangeres i les rebel·lions xenòfobes de Huang Chao durant el segle xix.

## Reforma Agrària
Un nou reformador, aquesta vegada l'emperador Kau-tsu, de la dinastia Tang, fou el que torna a implantar el sistema ching que tant d'èxit havia tingut en anys i panys anteriors.

### Wang Mang, el reformador de l'agricultura
En l'any 8 regnaven temps agitats a la Xina i una secta secreta, l'«Associació de les Celles Vermelles», aconseguí prendre el poder. Al front dels rebels que s'havien revoltat contra una mala administració sota el regnat d'un príncep hereu que encara era un nen i estava un tal Wang Mang, que ha passat a la història com un dels majors reformadors agrícoles. Per comprendre el que pretenia, en primer lloc s'ha d'explicar quelcom vers la propietat de la terra, un factor molt important en un país agrari com la Xina. En la Xina antiga era propietat de l'estat. Els camperols podien arrendar un terreny a canvi d'una part de la collita. A l'efecte, s'anomenaven funcionaris que se suposava que obrarien honestament.
Durant la dinastia Shang (1600-1046 a. de J. C.) es realitzà la primera reforma, perquè el sistema antic resultava inútil i insostenible. Des de llavors, la terra fou dividida en chings i cada ching tenia una superfície de quasi 70.000 àrees. Aquesta mesura varià durant els segles en què va estar en ús.
En aquella època feudal, la noblesa fou propietària de la terra. Cada ching corresponia a vuit famílies camperoles, que treballaven la terra per a un senyor. Cada família rebia una novena part d'un ching per a llurs pròpies necessitats. Laboraven la part restant col·lectivament i la producció era per al senyor. De fet, venia a ser una contribució d'un 11 per cent.
Shi Huangdi, el primer emperador de la dinastia Qin, que feu construir la Gran Muralla, posà fi, junt amb altres institucions antiquades, al sistema del ching. A partir de llavors, la terra fou propietat privada i podia vendres, cosa impossible amb el ching. La funesta conseqüència d'això fou que els ja pobres camperols vengueren el seu tros de terra als rics terratinents, els quals els feien treballar per a ells en condicions oneroses.
Wang Mang acabà amb això. Expropià les terres i introduí novament el sistema ching. Restà totalment prohibit per l'esdevenir comprar o vendre terra i també es limità la propietat d'aquesta, de manera que fou impossible el latifundi.
Però la seva reforma xocà amb una resistència massa gran i es posaren en moviment forces molt més grans del que Wang Mang hagués pogut imaginar-se mai. I malgrat proclamar-se primer emperador d'una flamant dinastia Chin, no aconseguí vèncer aquella resistència. El seu govern durà només catorze anys. En l'any 23, els prínceps de la dinastia Han l'eliminaren. Altra volta s'establí la dinastia Han com a casa imperial de la Xina.
Tot seguit s'abolí el sistema ching. Es produí un gran comerç de terres i les famílies poderoses s'enriquiren més que mai i es formaren propietats gegantines. Però el sistema ching es mostrà més tenaç del que s'hagués pogut suposar. Com es deia en un principi, l'emperador Kau-tsu, de la dinastia Tang (618-907), l'implantà novament.
El 645, el Japó també adoptà el sistema ching. En aquest país es va mantenir en vigor fins al 1868.

## Religió i filosofia

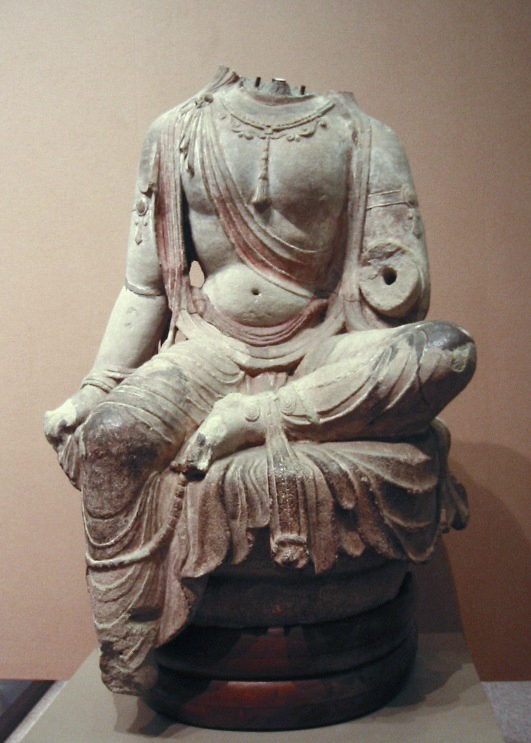
Una escultura de la dinastia Tang d'un bodhisattva

Des de l'antiguitat, els xinesos han cregut en una religió popular que va incorporar molts déus. Els xinesos creien que el més enllà és una realitat paral·lela al món dels éssers vius, amb la seva pròpia burocràcia i altres necessitats dels avantpassats morts. Això es reflecteix en moltes històries curtes escrites en el període Tang sobre les persones que accidentalment accediren al món dels morts, només per tornar i informar sobre les seves experiències.
El budisme, originari de l'Índia en l'època de Confuci, va continuar florint durant el període Tang i va ser adoptat per la família imperial, convertint-se en una part permanent de la cultura tradicional xinesa. En una època anterior al neoconfucianisme i a personatges destacats com Zhu Xi (1130-1200), el budisme va començar a florir a la Xina durant les dinasties del Sud i del Nord, i va esdevenir el pensament dominant durant el pròsper període Tang. Els monestirs budistes exerciren un paper integral en la societat xinesa, que oferia allotjament per als viatgers a les zones remotes, fundava escoles per als infants a tot el país, i un lloc de trobada de literats. Els monestirs budistes foren també institucions que contribuïren al desenvolupament de l'economia, la propietat de la terra amb els seus servents i els va donar ingressos suficients per establir molins, premses d'oli, i altres activitats laborals. Malgrat que els monestirs tenien servents, aquests podien a la vegada tenir personal sota la seva propietat que els ajudaven en les seves tasques i, fins i tot, podien tenir esclaus propis.
La destacada situació de budisme a la cultura xinesa va començar a declinar a finals del segle viii i començaments del segle ix, al mateix temps que la dinastia iniciava la davallada i es reduïa el poder del govern central. Convents i temples budistes que estaven exemptes d'impostos estatals van ser elegits per l'estat i reberen la corresponent càrrega fiscal. L'any 845, l'emperador Tang Wuzong en una acció radical va obligar a tancar uns 4.600 monestirs budistes i 40.000 temples i santuaris, cosa que va obligar 260.000 monjos i monges budistes a retornar a la vida secular. Encara que la prohibició es va aixecar pocs anys després, el budisme mai va recuperar el seu estatus dominant dins la cultura xinesa.
Aquesta situació també es va produir a conseqüència del renaixement de l'interès per les filosofies tradicionals de la Xina, com eren el confucianisme i el daoisme. Han Yu (786-824) va ser un dels primers homes dels Tang a denunciar el budisme. Malgrat que els seus contemporanis el consideraven un personatge odiós, la seva influència seria el preludi de la posterior persecució del budisme per part dels Tang, així com el renaixement del pensament confucianista amb l'aparició del neoconfucianisme de la dinastia Song. Tot i així, el budisme Chan guanyat popularitat entre l'elit cultivada. Són d'aquesta època molts dels famosos monjos del període Tang, com Mazu Daoyi, Baizhang i Huangbo Xiyun. La secta de la Terra Pura de budisme iniciada pel monjo xinès Huiyuan (334-416) també va ser tant popular com el budisme Chan durant el govern de la dinastia Tang.

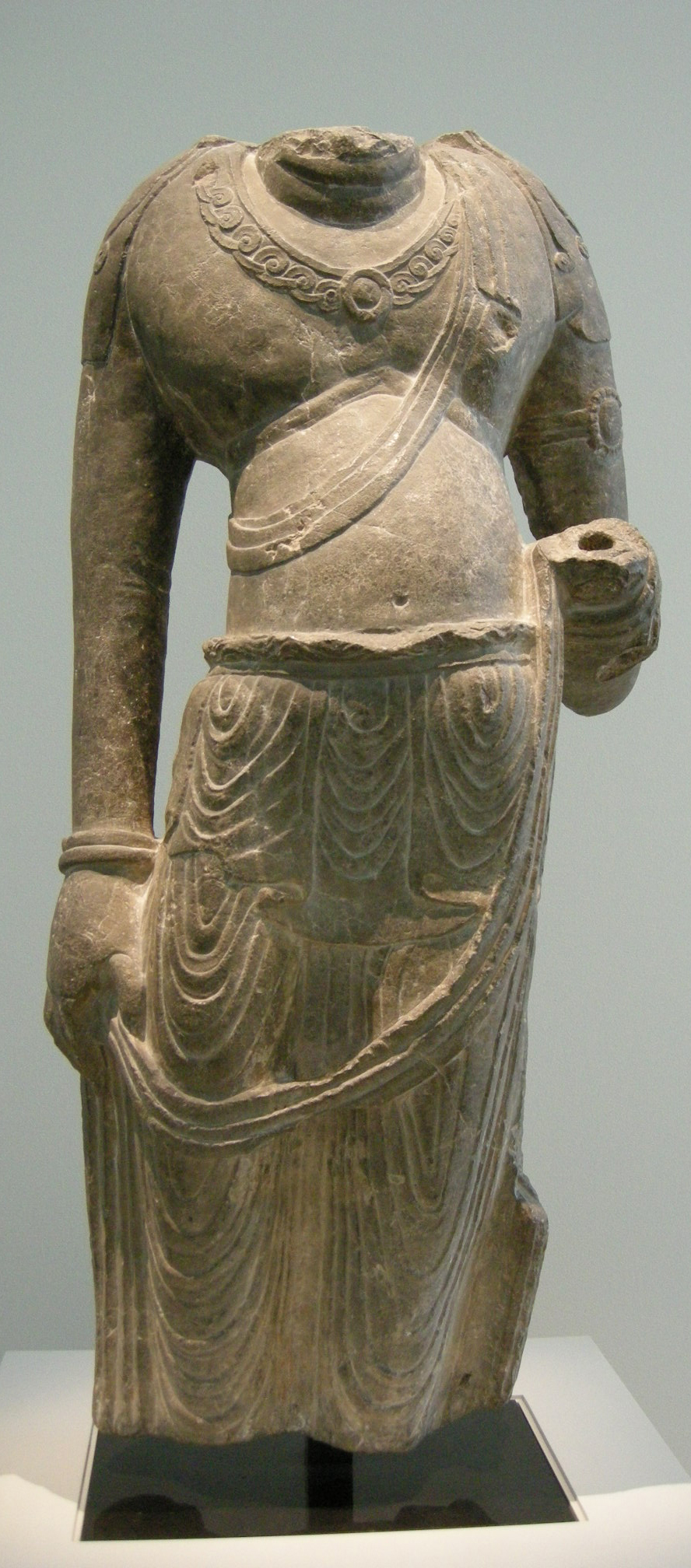
Tors de bodhisattva en tribhanga, pedra calcària, 109.0 x 48.0 x 29.5 cm, s. VIII, dinastia Tang (Art Gallery of New South Wales, Sidney).

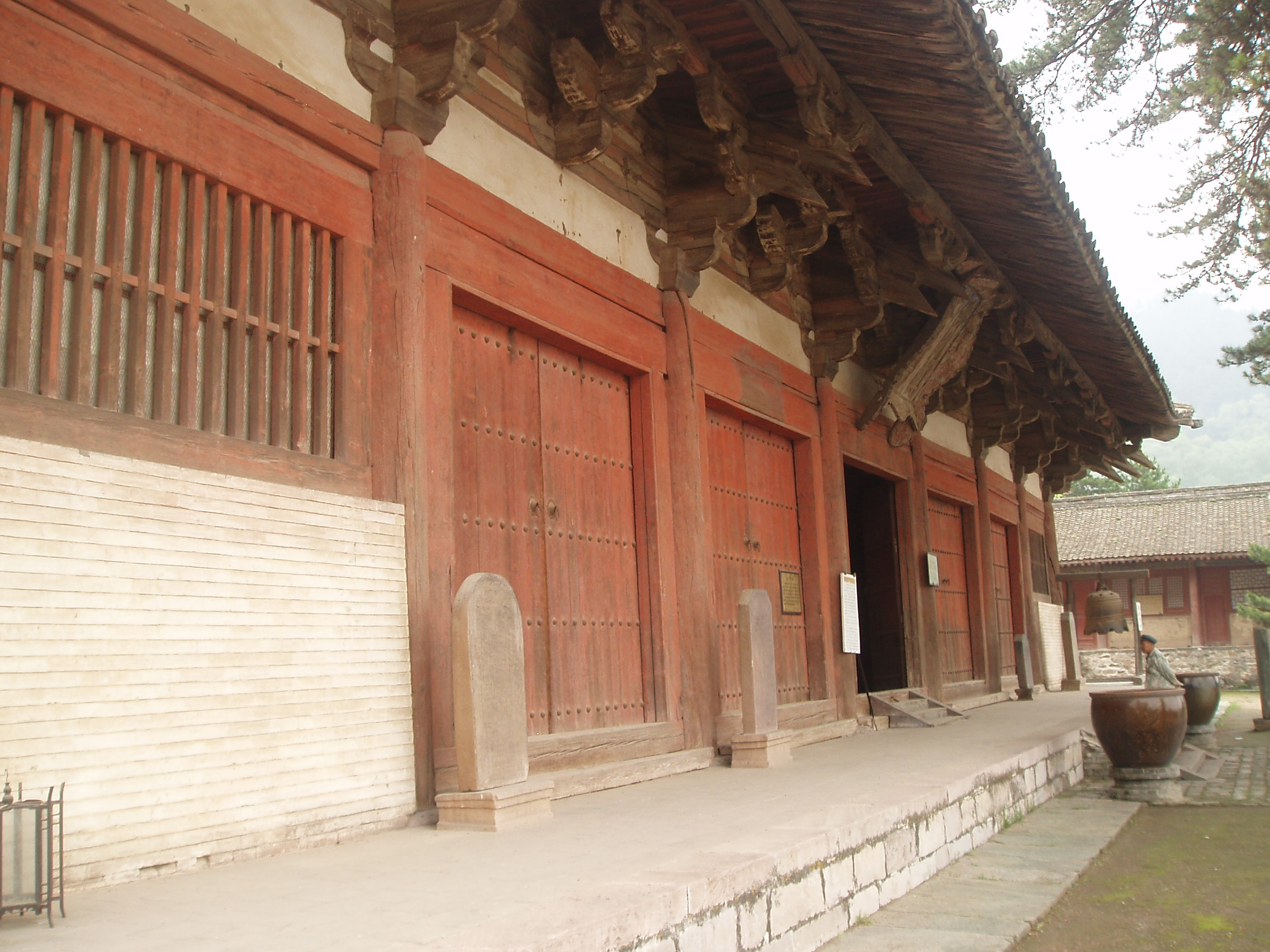
Una sala de fusta construïda el 857, situada al temple budista Foguang, al Mont Wutai, a la província de Shanxi.

En competència amb el budisme existia el daoisme, una filosofia i sistema de creences natural de la Xina que té les seves arrels en el Daodejing, obra atribuïda a Laozi al segle vi aC, i el Zhuangzi. La família Li que vivia durant aquest període s'atribuïen ser els descendents de vell Laozi. En nombroses ocasions, quan els prínceps Tang es convertien en prínceps hereus o les princeses Tang feien els vots com a sacerdotesses daoistes, les seves esplèndides mansions es convertiran en abadies daoistes i llocs de culte. Molts daoistes es van associar amb alquimistes en la seva recerca de l'elixir de la immortalitat i un mitjà per transformar en or les barreges d'altres elements. Malgrat que no va arribar mai a assolir els seus objectius en qualsevol d'aquestes obscures activitats, si que van contribuir al descobriment de nous aliatges de metalls, productes de porcellana, i de nous tints. L'historiador Joseph Needham considera l'activitat dels alquimistes daoistes com a "proto-ciència en lloc de pseudo-ciència". Tanmateix, aquesta estreta relació existent entre l'alquímia i el daoisme, que alguns sinòlegs han recolzat, ha estat refutada per Nathan Sivin que afirma que l'alquímia era tant, o més, popular en l'àmbit secular i practicada amb més freqüència per laics.

## Porcellanes Tang
Les porcellanes xineses Tang són de dues classes: les Tang-yao són del segle xviii i molt apreciades pels xinesos a causa de la puresa de la seva pasta, la brillantor del seu llustre i de l'acabat de llur decoració. Estan generalment adornades amb flors, paisatges, pintures d'ocells i figures o pintures europees. Els i ve el seu nom de Tang-ying, director de la fàbrica imperial durant el regnat de l'emperador Qianlong (1736-1795). Les anomenades simplement Tang pertanyen a l'època de la dinastia Tang (618-907), i, segons els documents xinesos, són les més antigues.
Fins al primer quart de segle xx no s'admetien peces anteriors a la dinastia Song (960-1259), però descobriments moderns i noves investigacions permeten probablement identificar com de l'època d'aquella dinastia algunes peces de gran valor. Les porcellanes Tang d'aquesta classe revelen la gran antiguitat de la civilització xinesa, que havia produït un art esplendent quan Europa encara estava en l'obscuritat de l'art medieval.
En la sala de relíquies xineses de la Universitat de Pennsilvània, a Filadèlfia, si conserva una rica col·lecció d'estatuetes de figures humanes i d'animals, en el qual modelatge no apareix res de primitiu. Descrivint aquestes figures, diu R-H.W. al diari The Sphere, 27 de juny de 1925:
| « | L'observació en l'estudi dels camells és adulterada i aguda, i els arnesos dels cavalls estan tractats amb gran luxe de detalls. La figura del guerrer està igualment acabada, però en ella el natural aspecte resta subordinat al desig de l'artista d'expressar la ferotgia, i s'ha de convenir que assolí el llur desig. Les figures dels paisans, que els aficionats a l'escultura xinesa miraran probablement com les més belles de la sèrie, tenen extraordinària i emocional com postura i la línia seguida que donen tanta monumentalitat i expressió a l'escultura budista posterior | » |

Diverses d'aquestes estatuetes mostren el colorit característic de les porcellanes Tang, verd i groc, el qual és d'especial interès, car l'estàtua Lohan de mida natural que es guarda en el Museu Britànic tenen aquest mateix colorit, i malgrat això, els pèrits discuteixen encara sobre ella, classificant-la alguns com Tang i opinant d'altres que deu ser classificada com Ming.